# WTA Argentina Open 2022
Il WTA Argentina Open 2022 è stato un torneo femminile di tennis giocato sulla terra rossa. È stata la 2ª edizione del torneo, facente parte della categoria WTA 125 nell'ambito del WTA Challenger Tour 2022. Si è giocato al Buenos Aires Lawn Tennis Club di Buenos Aires in Argentina dal 14 al 20 novembre 2022.

## Partecipanti al singolare

### Teste di serie
| Nazionalità   | Giocatrice      | Ranking* | Testa di serie |
| ------------- | --------------- | -------- | -------------- |
| Egitto        | Mayar Sherif    | 63       | 1              |
| Montenegro    | Danka Kovinić   | 79       | 2              |
| Ungheria      | Panna Udvardy   | 83       | 3              |
| Austria       | Julia Grabher   | 84       | 4              |
| Slovenia      | Tamara Zidanšek | 87       | 5              |
| Italia        | Sara Errani     | 109      | 6              |
| Ungheria      | Réka Luca Jani  | 111      | 7              |
| Brasile       | Laura Pigossi   | 114      | 8              |
| Corea del Sud | Jang Su-jeong   | 115      | 9              |

* Ranking al 7 novembre 2022.

### Altre partecipanti
Le seguenti giocatrici hanno ricevuto una wild card per il tabellone principale:
- Chiara Di Genova
- Paula Ormaechea
- Nadia Podoroska
- Solana Sierra

Le seguenti giocatrici sono passate dalle qualificazioni:
- Yuki Naito
- Julia Riera
- Diana Šnaider
- Natalija Stevanović

Le seguenti giocatrici sono entrate in tabellone come lucky loser:
- Dar'ja Astachova
- Sára Bejlek
- İpek Öz

### Ritiri
Prima del torneo
- Carolina Alves → sostituita da  Sára Bejlek
- Mayar Sherif → sostituita da  Dar'ja Astachova
- Gabriela Lee → sostituita da  Ekaterine Gorgodze
- Elizabeth Mandlik → sostituita da  Irina Bara
- Yuki Naito → sostituita da  İpek Öz
- Camila Osorio → sostituita da  María Carlé
- Chloé Paquet → sostituita da  Brenda Fruhvirtová
- Nuria Párrizas Díaz → sostituita da  Marcela Zacarías

## Partecipanti al doppio

### Teste di serie
| Nazione     | Giocatrice             | Nazione     | Giocatrice         | Rank1 | Seed |
| ----------- | ---------------------- | ----------- | ------------------ | ----- | ---- |
| Ungheria    | Tímea Babos            | Georgia     | Ekaterine Gorgodze | 172   | 1    |
| Brasile     | Ingrid Gamarra Martins | Brasile     | Luisa Stefani      | 187   | 2    |
| Venezuela   | Andrea Gámiz           | Paesi Bassi | Eva Vedder         | 217   | 3    |
| Stati Uniti | Jessie Aney            | Stati Uniti | Ingrid Neel        | 229   | 4    |

* Ranking al 7 novembre 2022.

### Altre partecipanti
La seguente coppia ha ricevuto una wild card per il tabellone principale:
- Martina Capurro Taborda /  Julia Riera

Le seguenti coppie sono entrate in tabellone come alternate:
- Yvonne Cavallé Reimers /  Rosa Vicens Mas
- Jang Su-jeong /  You Xiaodi

### Ritiri
Prima del torneo
- Carolina Alves /  Valerija Strachova → sostituite da  Jang Su-jeong /  You Xiaodi
- Marine Partaud /  Jana Sizikova → sostituite da  Yvonne Cavallé Reimers /  Rosa Vicens Mas

## Campionesse

### Singolare
Panna Udvardy ha sconfitto in finale  Danka Kovinić con il punteggio di 6-4, 6-1.

### Doppio
Irina Bara /  Sara Errani hanno sconfitto in finale  Jang Su-jeong /  You Xiaodi con il punteggio di 6-1, 7-5.